# Henry D’Souza
Henry D’Souza (* 9. September 1949 in Kinnigoly, Karnataka) ist ein indischer Geistlicher und römisch-katholischer Bischof von Bellary.

## Leben
Henry D’Souza besuchte die Grundschule in Kinnigoly sowie später die Pompei High School in Kirem und das St. Aloysius College in Mangalore. Anschließend studierte er Philosophie und Katholische Theologie am interdiözesanen Priesterseminar St. Joseph in Mangalore. Am 5. Mai 1976 empfing er das Sakrament der Priesterweihe für das Bistum Mangalore.
Nach der Priesterweihe war D’Souza zunächst als Pfarrvikar der Pfarrei St. Peter in Bakur tätig, bevor er 1978 stellvertretender Direktor des Diözesanzentrums für Bibelpastoral, Katechese und Liturgie wurde. Von 1980 bis 1989 leitete er das Canara Communication Centre. Zudem wirkte er in dieser Zeit als Sekretär des Mangalore Christian Council (1984–1990) und als Präsident der indischen Abteilung des Internationalen Katholischen Radio- und Fernsehverbands (UNDA) (1986–1992) und vertrat in dessen Vorstand Asien (1989–1990). Anschließend fungierte D’Souza von 1989 bis 1993 als Untersekretär der Kommission für die sozialen Kommunikationsmittel bei der Katholischen Bischofskonferenz von Indien (CBCI) und von 1989 bis 2000 als Sekretär der Kommission für Verkündigung, Ökumene, Dialog und soziale Kommunikationsmittel beim regionalen Bischofsrat von Karnataka. Daneben gründete er 1990 die Kunstschule Karnataka Kala Kendra, 1998 das Sandesha College of Fine Arts und 1991 das Sandesha Regional Centre, das er bis zum Jahr 2000 leitete. Außerdem war er Präsident des Lions Clubs von Kulshekar (1992–1994) und Verantwortlicher für die kulturellen Aktivitäten im dortigen Distrikt (1993–1994) sowie Vizepräsident der Darshan Film Society (1995) und Sekretär der Association for Communal Harmony (1991–1995). Ab dem Jahr 2000 wirkte D’Souza als Sekretär der Kommission für die sozialen Kommunikationsmittel bei der Katholischen Bischofskonferenz von Indien und als Mitglied des Asia Projects Screening Committee.
Am 15. März 2008 ernannte ihn Papst Benedikt XVI. zum Bischof von Bellary. Der Erzbischof von Bombay, Oswald Kardinal Gracias, spendete ihm am 12. Juni desselben Jahres die Bischofsweihe; Mitkonsekratoren waren der Erzbischof von Bangalore, Bernard Blasius Moras, und der Bischof von Mangalore, Aloysius Paul D’Souza. Sein Wahlspruch Proclaim the Gospel („Verkündet das Evangelium“) stammt aus Mk 16,15 .
Vom 16. Oktober 2012 bis zum 7. Mai 2014 fungierte D’Souza zudem als Apostolischer Administrator des vakanten Bistums Shimoga. In der Katholischen Bischofskonferenz von Indien ist er außerdem Vorsitzender der Kommission für die sozialen Kommunikationsmittel. Ferner leitet er im regionalen Bischofsrat von Karnataka die Kommissionen für die Jugend und für die sozialen Kommunikationsmittel. Überdies wirkt D’Souza als Vorsitzender der Sandesha Foundation in Mangalore, des United Christian Forum of Northern Karnataka Region und des National Institute of Social Communications, Research and Training (NISCORT) in Delhi sowie als kirchlicher Berater der indischen Abteilung des Katholischen Weltverbands für Kommunikation (SIGNIS) und der Indian Catholic Press Association (ICPA). Am 3. Dezember 2017 erhielt er den Alvas Nudi Siri Award for commendable service in Kannada language. 2018 nahm er an der 15. ordentlichen Vollversammlung der Bischofssynode zum Thema Jugend, Glaube und Berufungsentscheidung teil.
Darüber hinaus initiierte D’Souza die Karnataka Regional Annual Sandesha Awards, das Filmfestival Karavali Chitrosava, das Schriftstellertreffen Triveni Sangama und das Berufsförderungsprogramm CAP India. Außerdem wurden auf seine Initiative hin acht neue kirchliche Schulen im Bistum Bellary, eine Sonderschule für behinderte Kinder in Bellary, ein Haus für Ruhestandsgeistliche, ein Seniorenheim für Bedürftige und das Exerzitienzentrum Adyatma errichtet. Ferner wurde unter seiner Leitung ein neues diözesanes Pastoralhandbuch erarbeitet.